# 橋本雅之
橋本 雅之（はしもと まさゆき、1957年3月 - ）は、日本の国文学者。皇學館大学文学部神道学科特別教授。博士（文学）奈良女子大学。大阪府大阪市出身。
専門は国文学、神話学、国語学。特に『風土記』や神話の研究を行っている。

## 来歴
- 1979年 皇學館大学文学部国文学科 卒業
- 1981年 皇學館大学大学院文学研究科国文学専攻 修士課程 修了
- 1983年 皇學館大学大学院文学研究科国文学専攻 博士課程 中退
- 1983年 鈴鹿工業高等専門学校専任講師
- 1990年 豊田短期大学専任講師
- 1993年 相愛女子短期大学助教授
- 2001年 相愛大学教授
- 2004年 皇學館大学社会福祉学部教授
- 2005年 「古風土記の研究」で、奈良女子大学より博士（文学）の学位を取得。
- 2010年 皇學館大学現代日本社会学部教授
- 2022年 皇學館大学文学部神道学科特別教授

## 著書

### 単著
- 『古風土記の研究』（和泉書院、2007年）
- 『風土記研究の最前線 風土記編纂発令1300年』（新人物往来社、2013年）
- 『引き算思考の日本文化 物語に映ったこころを読む』創元社 2014

### 編著
- 『古風土記並びに風土記逸文語句索引』（和泉書院、1999年）
- 『風土記を学ぶ人のために』植垣節也共編（世界思想社、2001年）

### 共著
- 『日本人の<原罪>』（講談社現代新書、2009年）　*北山修との共著